# Kolorist
Kolorist (från italienska colorito, av latin color som betyder "färg") är en konstnär som i sitt måleri utmärker sig i koloriten eller som främst fokuserar på färgerna. Begreppet har främst använts för att beskriva modernistiska konstnärer. Svenska exempel är Göteborgskoloristerna eller Eva Bonnier  där den senare utförde betydande koloristiska verk under 1880- och 1890-talen.
Den danska gruppen Koloristerne gjorde sin första utställning i Köpenhamn 1932. I gruppen ingick från början målarna John Christensen, Svend Thomsen, Gitz Johansen, Hjalmar Kragh-Pedersen och bildhuggarna Knud Nellemose och Hans Olsen. Ledare var senare Kai Mottlau.